# Blauwe Theehuis
't Blauwe Theehuis is een modernistisch paviljoen in het Vondelpark in Amsterdam. Het gebouw stamt uit de jaren dertig en was oorspronkelijk een theehuis. Daarna werd het in gebruik genomen als café en restaurant, omgeven door een groot terras. Het Blauwe Theehuis werd in die periode ook gebruikt voor theatervoorstellingen, festivals, huwelijken en andere evenementen. Sinds 2018 is het Blauwe Theehuis in gebruik als tweede proeflokaal van Brouwerij ’t IJ. Het gebouw is aangewezen als rijksmonument.
Het ronde gebouw van beton, staal en glas doet denken aan een vliegende schotel. Het heeft twee cirkelvormige verdiepingen, en het eveneens cirkelvormige dak vormt de derde 'schotel'. Boven op de achthoekige etage op de begane grond staat een bovenetage van twaalf kanten die oorspronkelijk als de woning van de beheerder diende. Een trappenhuis aan de buitenkant van het gebouw geeft toegang tot de bovenetage. De dakranden en balustrades en de 12 pilaren die de bovenetage ondersteunen zijn blauw geverfd.

## Geschiedenis
De architecten Herman en Jan Baanders bouwden oorspronkelijk op deze plek een exotisch theehuis in chaletstijl, dat in 1928 werd geopend en de bijnaam "Zwitsers theehuis" kreeg. In de zomer van 1936 werd brand gesticht in de rieten kap, waarna het gebouwtje geheel afbrandde.
De gebroeders Herman en Jan Baanders ontwierpen een nieuw gebouw, nu in de modernistische architectuurstijl die bekendstaat als het nieuwe bouwen of de nieuwe zakelijkheid, een Nederlandse interpretatie van Bauhaus. Dit nieuwe theehuis werd gebouwd in 1936-1937.
Op 3 mei 1997 werd de toenmalige eigenaar van het Blauwe Theehuis, de 55-jarige Piet Bosters, dood aangetroffen in zijn woning op de bovenetage. Hij was waarschijnlijk het slachtoffer van een beroving met dodelijke afloop, aangezien een bedrag van 30.000 gulden uit de woning verdwenen was. Er werden echter geen sporen van inbraak gevonden, wat er op wijst dat de dader een bekende van Bosters was of op een of andere manier de sleutels in handen had gekregen. De moordzaak werd nooit opgelost.
Nadat het gebouw in 1998 werd verkocht, werd de bovenetage bij het restaurant betrokken.
In juli 2018 nam Brouwerij 't IJ het Blauwe Theehuis over. De Amsterdamse brouwerij vestigde een bierproeflokaal in het paviljoen.